# Приключения Буратино (мультфильм)
«Приключе́ния Бурати́но» — советский полнометражный рисованный мультфильм, снятый в 1959 году на студии «Союзмультфильм» режиссёрами Иваном Ивановым-Вано и Дмитрием Бабиченко по сценарию, написанному Людмилой Толстой и Николаем Эрдманом на основе сказки Алексея Толстого «Золотой ключик, или Приключения Буратино».

## Сюжет
Обедневший бывший шарманщик Карло отправляется к своему соседу — столяру Джузеппе по прозвищу «Сизый Нос», дабы посоветоваться с ним, как жить дальше. Незадолго до этого Джузеппе нашёл некое полено и начал его рубить, чтобы сделать из него ножку для стола. Однако полено оказалось говорящим — оно вопило от боли от удара топором. Тогда Джузеппе отдаёт находку Карло, после чего они выпивают по стакану вина. Столяр провожает шарманщика. Этим пользуется шайка мышей во главе с крысой Шушарой, моментально съедая оставленную на столе большую головку сыра. Обрадованный «чудесным избавлением» от полена, Джузеппе выпивает ещё стаканчик, но вдруг замечает утрату. «Вот тебе и избавился!», — говорит он, повалившись на пол.
Вернувшись домой, Карло начал стругать из подаренного полена куклу, однако нос, который он ей приделал, оказался слишком длинным. Новоиспечённого «сына» он называет Буратино, учит его стоять и ходить, приделав ему ноги и руки, а чтобы собрать деревянного мальчика в школу, уходит покупать ему азбуку.
Оставшийся один дома Буратино пытается прогнать живущего в часах с кукушкой говорящего Сверчка, который беспокоится за его жизнь. Считая себя «хозяином», Буратино в сердцах швыряет в Сверчка молоток, но тот успевает спрятаться, и инструмент влетает в полку для посуды. Взяв одну из упавших с полки тарелок, проголодавшийся Буратино представляет себе вкусный обед, но тарелка оказывается пустой. Тогда деревянный мальчик подходит к каморке, огороженной холстом с нарисованным на нём очагом, и случайно протыкает рисунок носом. Сверчок напоминает Буратино, чтобы тот не совал свой нос в чужие дела, но сорванец по-прежнему настаивает на своём. Вдруг он замечает мышей, которые где-то похитили яйцо, бросает в них молоток, и они разбегаются. В яйце оказывается цыплёнок.
Неожиданно Буратино сталкивается с крысой Шушарой, узнавшей от мышей, что он забрал у них добычу. Шушара хватает мальчика и уносит его с собой, но к счастью, возвращается папа Карло и, услышав крик сына, швыряет в крысу метлу. Очнувшийся Буратино видит, что его отец уже без куртки, и спрашивает, где она. Шарманщик говорит, что продал её в обмен на азбуку и луковицу. После ужина Карло сшил для Буратино одежду: курточку, шорты и колпак.
Утром Буратино скачет в школу. Рядом оказывается театр доктора кукольных наук Карабаса-Барабаса. До начала первого урока оставалось 5 минут, но Буратино, вместо того чтобы пойти учиться, решает посмотреть представление. За неимением денег Буратино продаёт азбуку за 4 сольдо — стоимость входного билета. Получив деньги, он вне очереди покупает билет в первый же ряд.
В театре Карабаса разыгрывается комедия «Тридцать три подзатыльника», в которой Пьеро грустит из-за того, что Мальвина от него сбежала. Арлекин даёт Пьеро подзатыльники, а последний поёт песню «Пропала Мальвина, невеста моя». В представление вмешивается Буратино, и куклы его зауважали и стали с ним танцевать, при этом исполняя песню «Птичка польку танцевала на лужайке в ранний час». Танцы прерывает Карабас-Барабас. Недовольный тем, что Буратино неожиданно «помешал его представлению», директор убирает его со сцены и вешает на гвоздь, а сам уходит ужинать.
За недостатком поленьев в очаге Карабас-Барабас принуждает Арлекина и Пьеро принести Буратино. Те просят хозяина пощадить деревянного мальчика, но Карабас злорадно смеётся и говорит, замахиваясь кнутом:
«Клянусь бородой! Эта носатая деревяшка будет неплохо гореть!».
Тогда куклы приводят гостя в комнату. Последнему директор приказывает лезть в огонь, но Буратино отказывается, рассказав, как он продырявил носом очаг у Карло. Рассерженный Карабас намеревается сам бросить Буратино в камин, но услышав от него, что очаг был нарисован на холсте, тут же смягчается и дарит мальчику 5 золотых монет, наказав с утра вернуться домой и отдать деньги шарманщику.
По возвращении домой Буратино встречается с двумя мошенниками — «хромой» лисой Алисой и «слепым» котом Базилио. Пытаясь обмануть деревянного мальчика, они рассказывают ему про дерево с золотыми монетами вместо листьев, которое якобы можно вырастить на т. н. «Поле чудес» — пустыре, расположенном в соседней «Стране Дураков». Буратино поначалу не верит им, но вскоре решает отправиться в путь, поэтому чтобы наверняка выманить у него деньги, ночью кот и лиса переодеваются в разбойников. Однако герой прячет монеты в рот и убегает в лес, а разбойники гонятся за ним. Добежав до ближайшего домика, Буратино стучится в дверь, крича, что за ним гонятся. Как оказалось, домик принадлежал Мальвине, которая отказывается пускать к себе незнакомца. Алиса и Базилио настигают Буратино и устраивают ему засаду, а затем связывают и вешают его на дереве вниз головой, чтобы монеты высыпались у него изо рта.
Утром Мальвина обнаруживает повешенного Буратино и просит пуделя Артемона снять его. За подмогой Артемон обращается к муравьям, чтобы они разрезали верёвку, и докторам Сове, Жабе и Богомолу. Доктора, посовещавшись, прописывают Буратино касторку, однако тот моментально приходит в себя и с недовольством отвечает: «Лучше умереть от болезни, чем от касторки!».
Мальвина принялась воспитывать Буратино, так как тот плохо вёл себя за столом. Она пытается обучить его арифметике и чистописанию, но безрезультатно. В наказание за баловство Мальвина велит посадить Буратино в чулан. Там он сидит до глубокой полуночи, пока летучая мышь, которой Базилио сообщил о мальчике, не помогает ему сбежать и указывает путь в Страну Дураков. Там его ждали Базилио и Алиса. Они приводят Буратино на то самое «Поле чудес», где он по их совету зарывает все монеты в землю, солит и произносит заклинание: «Крекс! Фекс! Пекс!». Хитрые кот и лиса находят благовидный предлог, чтобы заполучить деньги: они рассказывают начальнику полиции Страны Дураков о «покушении» на него, и последний распоряжается утопить деревянного мальчика в пруду.
Опечаленный Буратино сел на одну из кувшинок и стал плакать — ему жалко папу Карло. Лягушки вызывают черепаху Тортилу, и она дарит герою Золотой ключик. Ранее этот ключ принадлежал Карабасу-Барабасу, но тот уронил его к ней в пруд. Кроме того, Тортила говорит, что ключиком нужно открыть дверь, местоположение которой знает только его хозяин. Выбравшись из пруда, Буратино встречает в лесу Пьеро; тот рассказывает, что ищет Мальвину, а на вопрос о том, что происходит в театре, отвечает, что Карабас-Барабас заболел, однако его вылечил некий Дуремар — он продал директору несколько лечебных пиявок, и одна из них проболталась про Золотой ключик. Неожиданно появляются Карабас и продавец пиявок, и Буратино с Пьеро вынуждены спрятаться. Подслушав их разговор, Пьеро пытается намекнуть, что если кукольник найдёт пропажу, случится что-то страшное, но Буратино успокаивает друга, ведь ключик — у него.
На следующий день Буратино провожает Пьеро к Мальвине. Та, обрадовавшись, усаживает их завтракать, и Пьеро собирается спеть ей свою песню, но тут на его гитару садится один из лягушат и сообщает, что кукол ищет Карабас-Барабас, выпытав у Тортилы, кому она отдала ключ. Герои отправляются в путь, но вскоре их настигает Карабас с армией полицейских бульдогов. Буратино отправляет Пьеро и Мальвину в укрытие, Артемона просит победить бульдогов, а сам забирается на сосну. Пока Артемон сражался с псами, Карабас находит «воришку» и требует вернуть Золотой ключик, но Буратино лишь дразнится в ответ. Тогда злодей лезет за ним, однако Буратино ловко привязывает его бороду к ветке и, спустившись, обматывает её вокруг ствола. Тем временем Артемон загоняет бульдогов в пропасть.
Обезвредив собак и Карабаса-Барабаса, Артемон и Буратино идут на поиски Пьеро и Мальвины и находят их в пещере. Мальвина отправляет мальчиков мыть руки, но те, услышав голоса Карабаса и Дуремара (который, по всей видимости, помог ему отвязать бороду от сосны), решают проследить за ними. Кукольник и врач направлялись в харчевню «Трёх пескарей», и Буратино незаметно проникает туда с помощью командира Петуха. В харчевне Карабас заказывает мясо и вино, но последнее, по его словам, оказалось дрянным, и он велит хозяину налить другого из кувшина, в котором как раз спрятался Буратино. Владелец признаётся, что кувшин пуст, и Карабас с Дуремаром стали кидать туда мясные кости. Наконец Буратино решает выведать, где находится дверь, открываемая Золотым ключиком, и пугает злодея голосом из кувшина. Тот в страхе отвечает, что искомая дверь расположена в доме Карло, закрытая тем самым холстом с очагом. Тем временем в харчевню приходят Базилио и Алиса и сообщают, что губернатор арестовал Пьеро, Мальвину и Артемона.
Буратино верхом на Петухе бросается спасать друзей. Вдвоём они догоняют псов-полицейских, задержавших куклы, и Петух заклёвывает их. Однако, стоило вновь воссоединившейся четвёрке пройти чуть дальше, как им преграждают путь Карабас, Дуремар, Алиса и Базилио. С помощью вовремя подоспевшего папы Карло куклы побеждают врагов, но Карабасу-Барабасу удаётся избежать расправы — добравшись до поста начальника города, он жалуется, что его «обидел» шарманщик Карло, и за взятку полицейские идут за «сиротой», чтобы поймать старика. Тем временем Буратино снимает с помощью Артемона холст и открывает Золотым ключиком дверцу в каморке. Друзья успевают забежать внутрь до того, как кукольник и полицейские ворвались в дом.
За дверцей Буратино вновь настигает крыса Шушара, но её побеждает Артемон. Спустившись по лестнице, герои находят часовую башню, на которой сидит Сверчок. Буратино просит у Сверчка прощения за прошлое, и тот прощает его. Буратино заводит ключиком часы, и вместе с отцом и друзьями он оказывается на сцене нового кукольного театра «Молния», куда перебралась вся труппа из театра Карабаса. Их новым руководителем становится Карло.
В финале Карабас-Барабас под дождём пытается купить билет в театр папы Карло, но кассир указывает ему на надпись «Все билеты проданы», и обозлённый кукольник падает в лужу.

## Над фильмом работали
- Авторы сценария: Николай Эрдман, Людмила Толстая
- Композитор: Анатолий Лепин
- Режиссёры-постановщики: Дмитрий Бабиченко, Иван Иванов-Вано
- Режиссёр: Михаил Ботов
- Художники-постановщики: Пётр Репкин, Светозар Русаков
- Оператор: Михаил Друян
- Звукооператор: Георгий Мартынюк
- Ассистенты художника: Гелий Аркадьев, Владимир Тарасов
- Ассистент оператора: Н. Наяшкова
- Художники-мультипликаторы:
  - Игорь Подгорский,
  - Владимир Пекарь,
  - Владимир Попов,
  - Фаина Епифанова,
  - Вадим Долгих,
  - Константин Чикин,
  - Борис Бутаков,
  - Елена Хлудова,
  - Фёдор Хитрук,
  - Владимир Крумин,
  - Валентин Караваев,
  - Кирилл Малянтович
- Художники-декораторы:
  - Ольга Геммерлинг,
  - Галина Невзорова,
  - Дмитрий Анпилов,
  - Ирина Кускова,
  - Пётр Коробаев,
  - Константин Малышев
- Ассистенты режиссёра: Галина Любарская, Нина Орлова, Нина Майорова
- Редактор: Раиса Фричинская
- Директор картины: Г. Кругликов

## Роли озвучивали
- Нина Гуляева — Буратино
- Евгений Весник — папа Карло
- Георгий Вицин — Джузеппе
- Тамара Дмитриева — Мальвина
- Маргарита Корабельникова — Пьеро
- Александр Баранов — Карабас-Барабас
- Елена Понсова — лиса Алиса
- Владимир Лепко — кот Базилио

## Награды
- 1960 — Первая премия по разделу мультипликационных фильмов — II Всесоюзный кинофестиваль в Минске[2].